# Lawrence Taliaferro

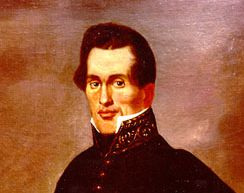
Lawrence Taliaferro omkring 1830. Detalj av samtida oljemålning. Målaren okänd

Lawrence Taliaferro (namnet uttalas /Tolliver/), född 28 februari 1794 i Whitehall, Virginia, död den 22 januari 1871 i Bedford, Pennsylvania, var en amerikansk indianagent.

## Militär karriär
Taliaferro, vars släkt tillhörde samhällets översta skikt, tog värvning för tre månader i 1812 års krig. Han gick sedan i gymnasium och utnämndes 1813 till fänrik vid 1:a infanteriregementet, med löfte om hjälp i karriären av James Monroe som då var amerikansk utrikesminister. Taliaferro blev löjtnant 1814, men hans hälsa tålde inte livet i fält och 1818 beviljades han sjukledighet från sin officerstjänst. Under denna ledighet besökte han Monroe, vilken nu var Förenta Staternas president, som uppmanade honom att ta avsked och acceptera en utnämning som indianagent vid Fort Snelling.

## Indianagent
Taliaferros roll var huvudsakligen medlarens. Han medlade vid tvister mellan indianerna och American Fur Company och vid tvister mellan olika stammar, främst siouxer och ojibwaer. Det förstnämnda var enligt honom en betydligt svårare uppgift eftersom American Fur Company satt i system att lura indianerna så mycket som möjligt vid affärsuppgörelser. Följaktligen var pälshandlarna mindre nöjda med Taliaferro medan indianerna ansåg honom vara ärlig. Little Crow ska ha kallat Taliaferro No-sugar-in-your-mouth, d.v.s. "varken guld eller gröna skogar", eftersom han aldrig gav löften han inte kunde hålla. Däremot förmedlade Taliaferro i samband med undertecknandet av ett stort fredsavtal 1837 ett antal löften från USA:s regering till indianerna. När det sedan visade sig att regeringen inte höll sina löften, avgick Taliaferro 1839, formellt av hälsoskäl, och levererade i sammanhanget offentlig kritik mot regeringen och inrikesdepartementet.

## Åter i militärtjänst
Märkligt nog återgick Taliaferro trots sin enligt uppgift klena hälsa i militärtjänst 1857 som förrådsintendent, kaptens vederlike. Han avgick för andra gången 1863 vid 71 års ålder.